# Aliette
L’Aliette est le nom commercial d’un fongicide et bactéricide systémique (circulation dans toute la plante) composé à 80 % de fosétyl-Al (ou tris-O-éthylphosphonate d'aluminium) qui permet de lutter contre le dépérissement de certaines plantes sensibles à des champignons tels que phytophthora ou verticillium.
Tout en ménageant les mycorhizes et la pédofaune, il permet également de protéger contre le pourrissement des racines, le chancre du collet, le feu bactérien et le mildiou.

## Mode de traitement
Il est absorbé par les feuilles puis transmis aux racines. Il doit donc être appliqué lorsque le feuillage est encore vert et actif. Bien que souvent recommandé pour les conifères, ce produit est efficace pour tous les arbres.
Une première pulvérisation vers la fin septembre et une deuxième vers la fin octobre sont le protocole d'application le plus sûr. Sur les feuillus, le feuillage peut en souffrir un peu mais cela est sans conséquence puisque le produit est appliqué un peu avant la chute naturelle des feuilles en automne.